# Villa Médicis
Ne doit pas être confondu avec Villa médicéenne.
Pour les articles homonymes, voir Médicis (homonymie).
La villa Médicis (Villa Medici, en italien) est un complexe architectural italien du XVIe siècle, comportant un parc et un jardin à l'italienne de 7 hectares, situé sur le mont Pincio dans le centre historique de Rome, et classé au patrimoine mondial de l'UNESCO, en Italie. Elle héberge l'Académie de France à Rome et accueille des lauréats du prix de Rome depuis 1803 pour favoriser et représenter la création artistique dans tous ses domaines.

## Historique
Le cardinal Giovanni Ricci di Montepulciano fait bâtir la villa Médicis vers 1564, par les architectes Giovanni et Annibale Lippi (en) (père et fils) sur l'emplacement de l'ancienne villa et des vastes jardins de Lucullus, sur le mont Pincio, près de la villa Borghèse, de l'église et couvent de la Trinité-des-Monts, et de la place d’Espagne.

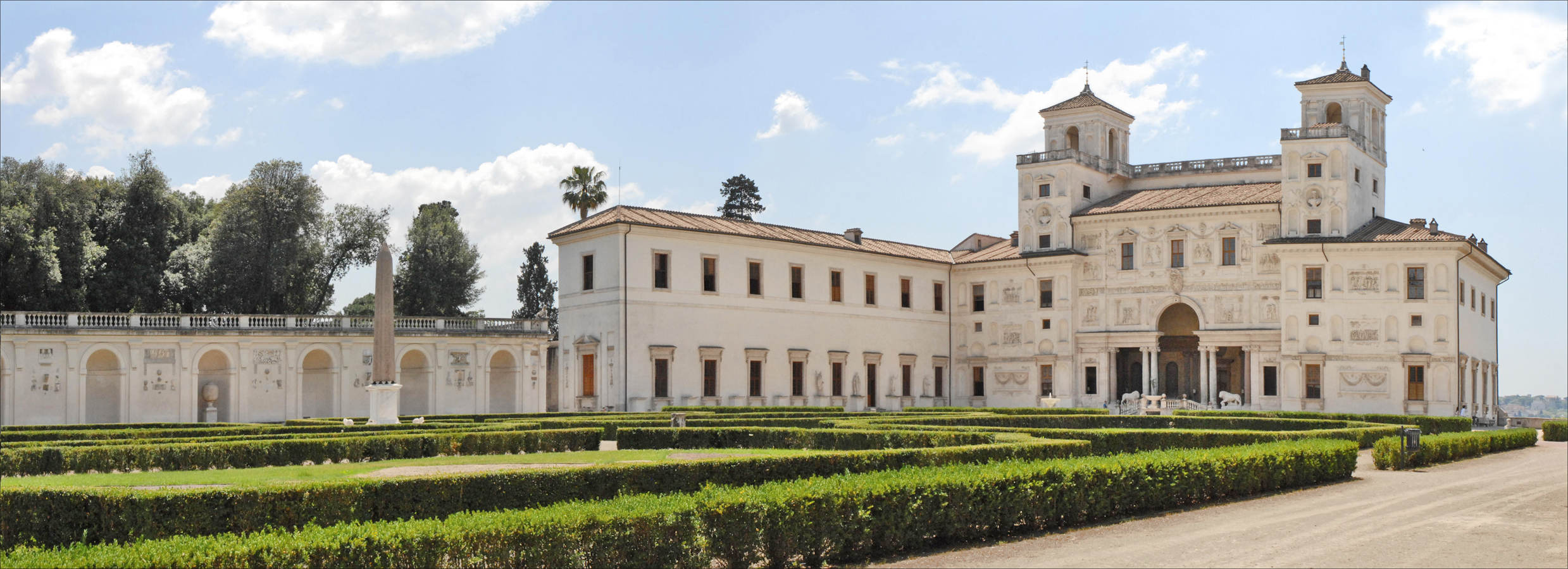
Façade Renaissance côté jardin, galerie et ateliers du bosco à gauche.
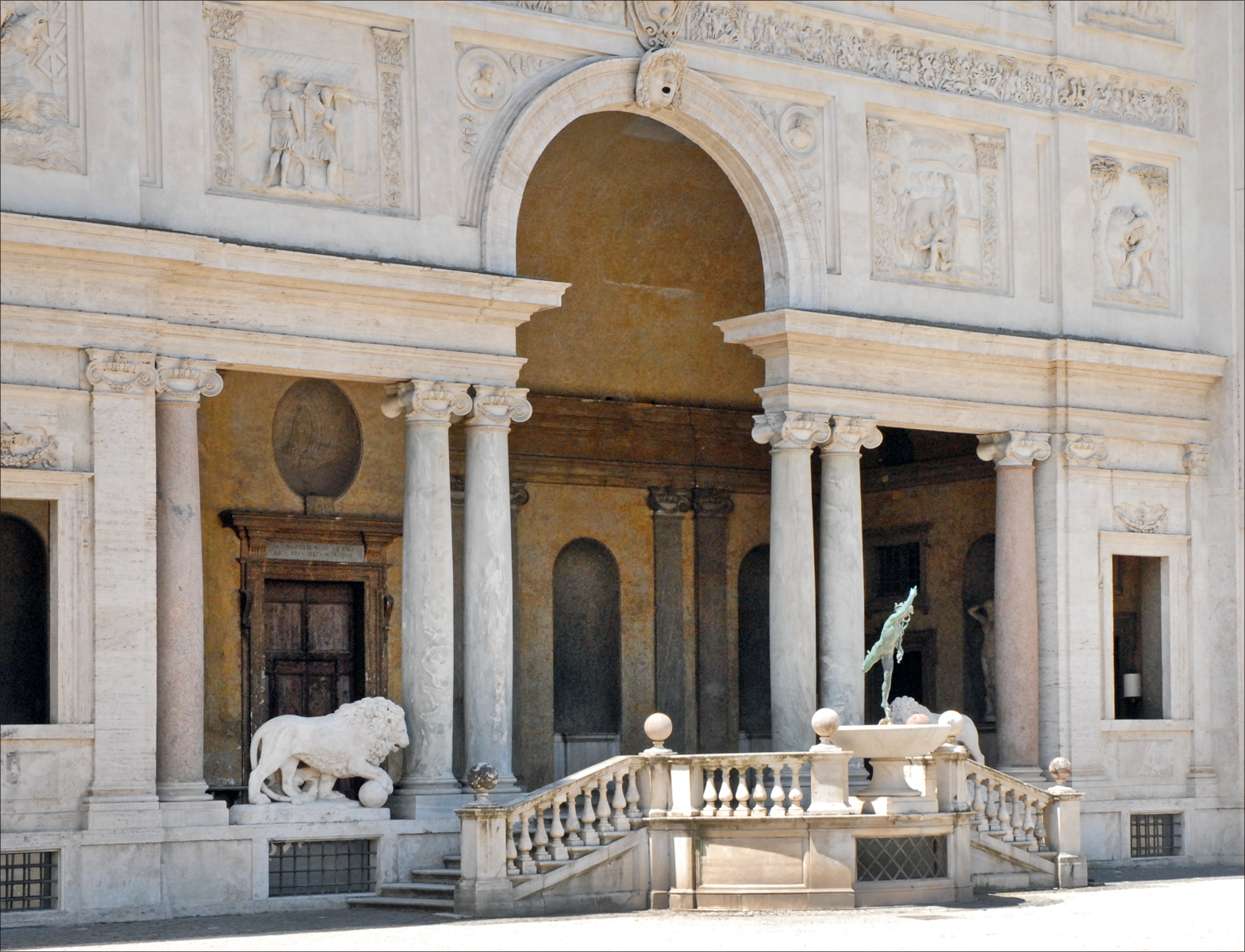
Loggia en serlienne, Mercure et Lions Médicis.

La villa est acquise en 1576 par le richissime cardinal Ferdinand de Médicis qui, jusqu'à son accession au trône grand-ducal de Toscane en 1587, fait exécuter les projets de Bartolomeo Ammannati. Il se fait représenter dans la chambre dite « des Muses » en Jupiter régnant sur les Arts par le peintre Jacopo Zucchi. Les armes de la maison de Médicis ornent la façade côté jardin. De fait, la villa est aménagée pour servir d'écrin à sa collection d'œuvres d'art, dans laquelle figurent des antiques (Les Niobides, d'origine grecque, Cléopâtre mourant…), de nombreux bronzes dont certains sont exposés sur la façade, comme le Mercure de Jean Bologne et aussi de très nombreux tableaux.

Villa et jardins à l'italienne au XVIIe siècle
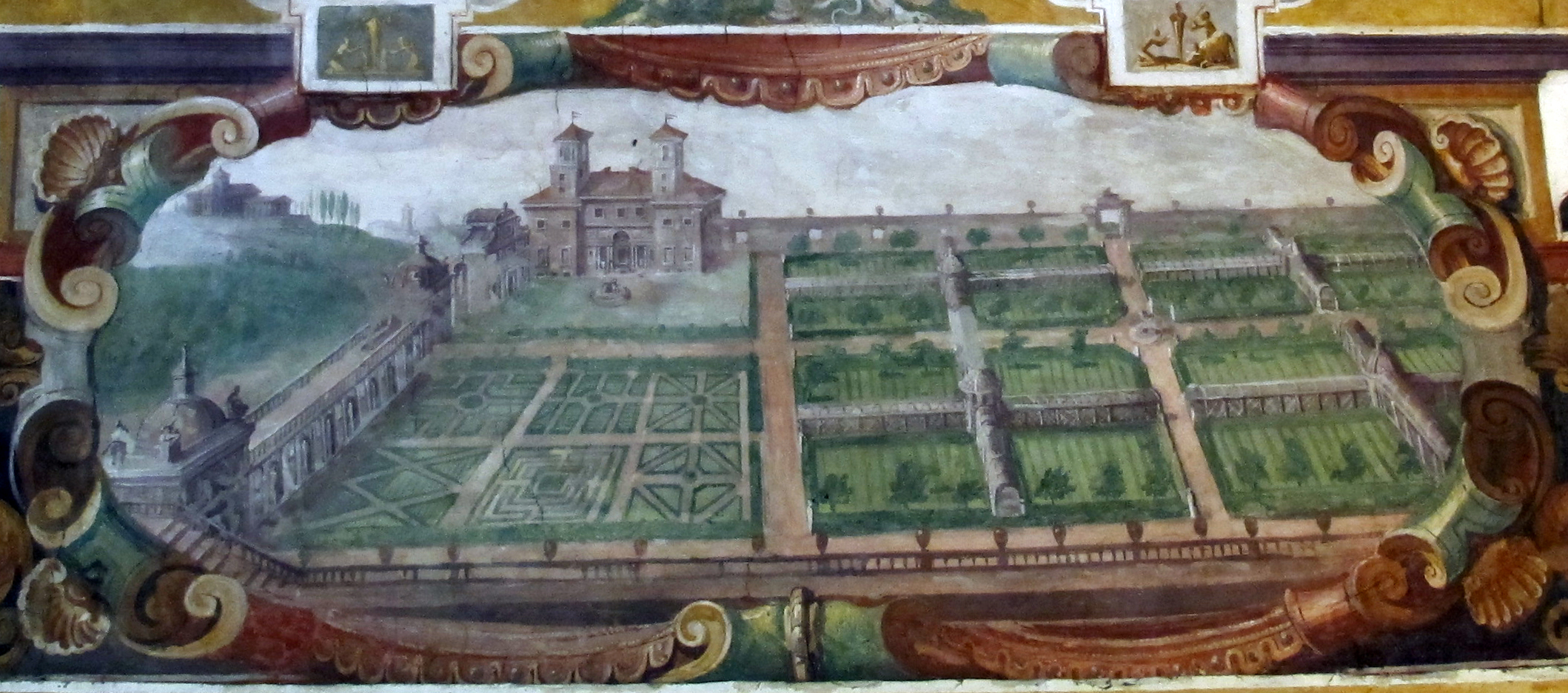
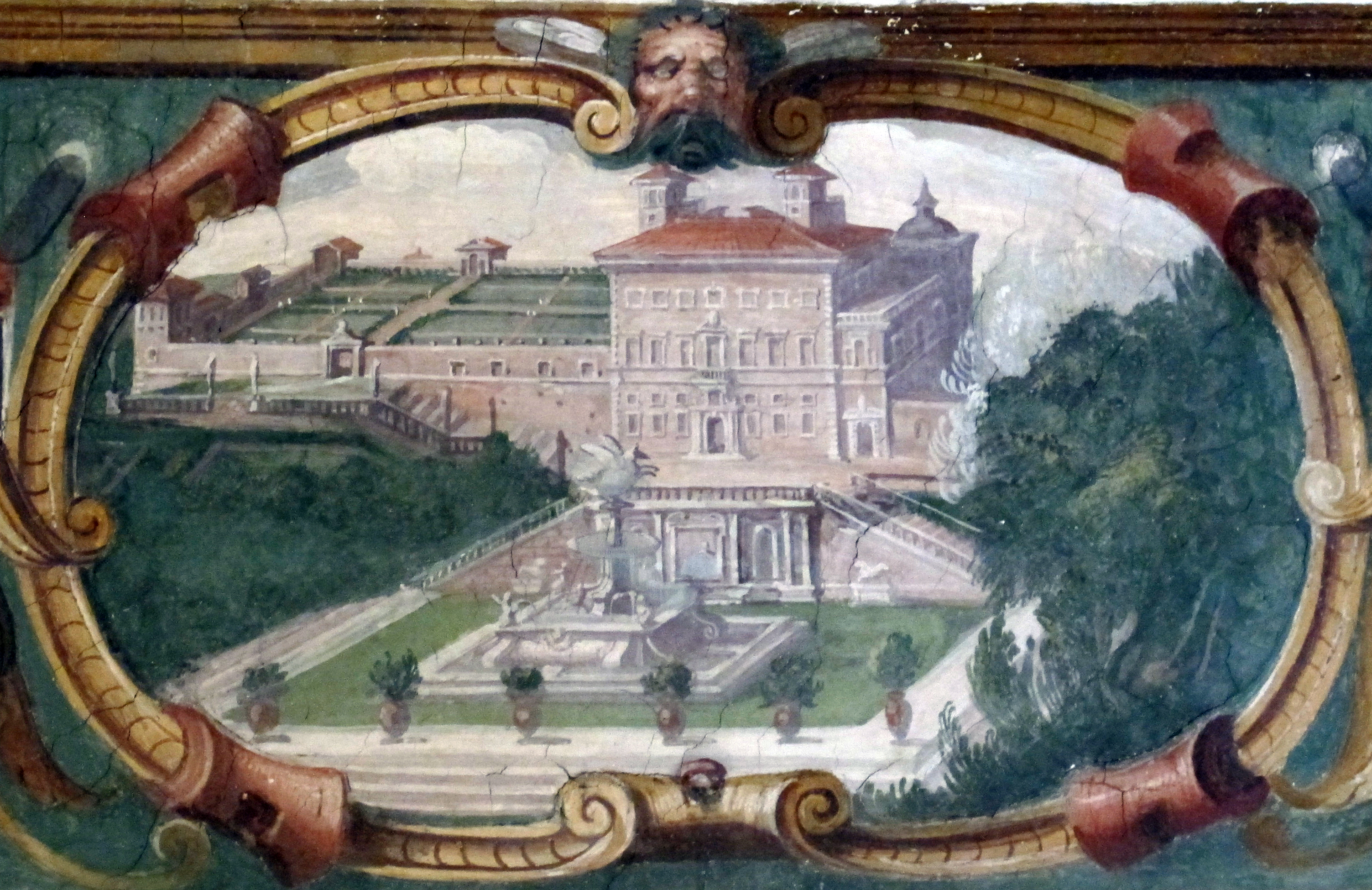

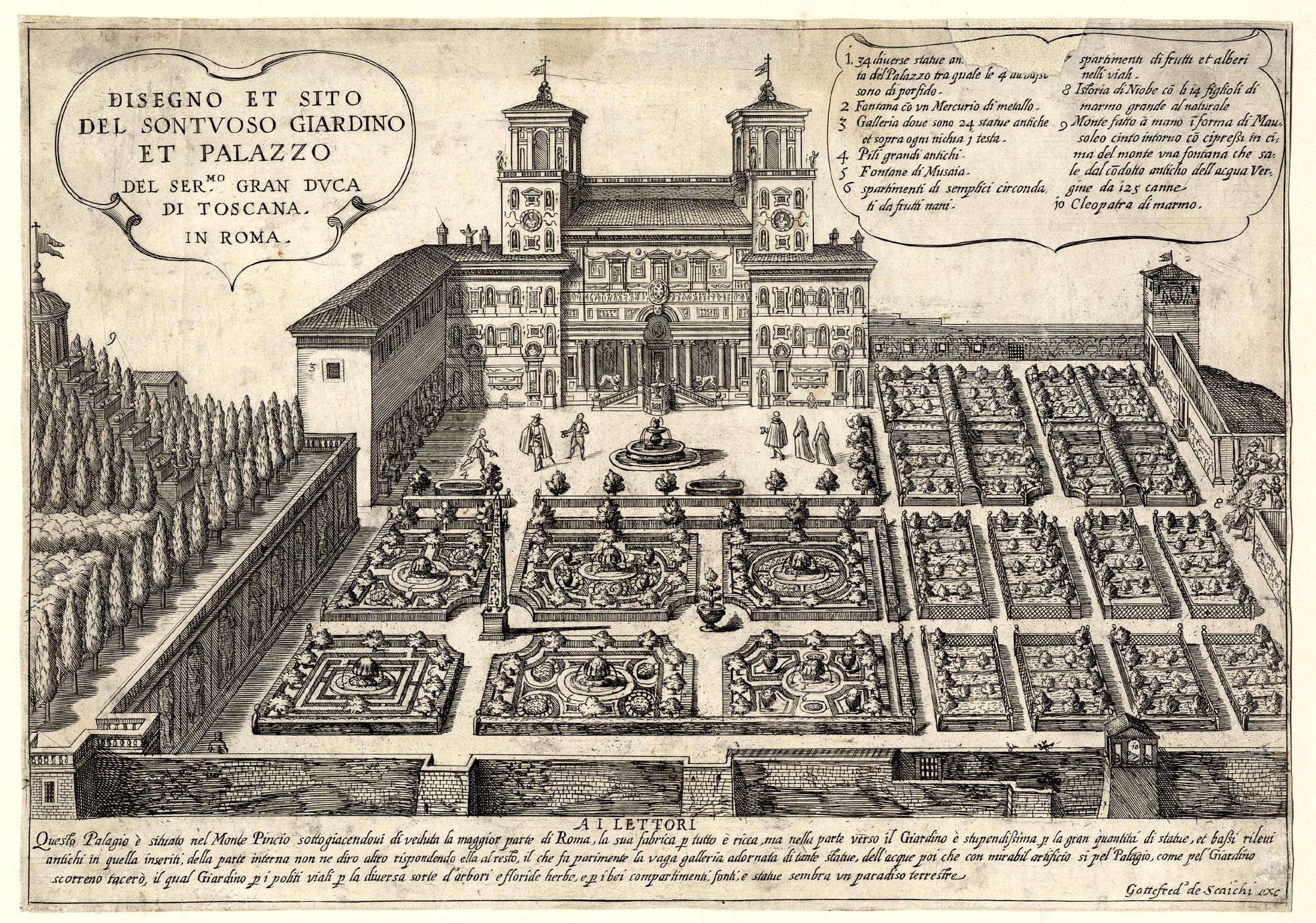
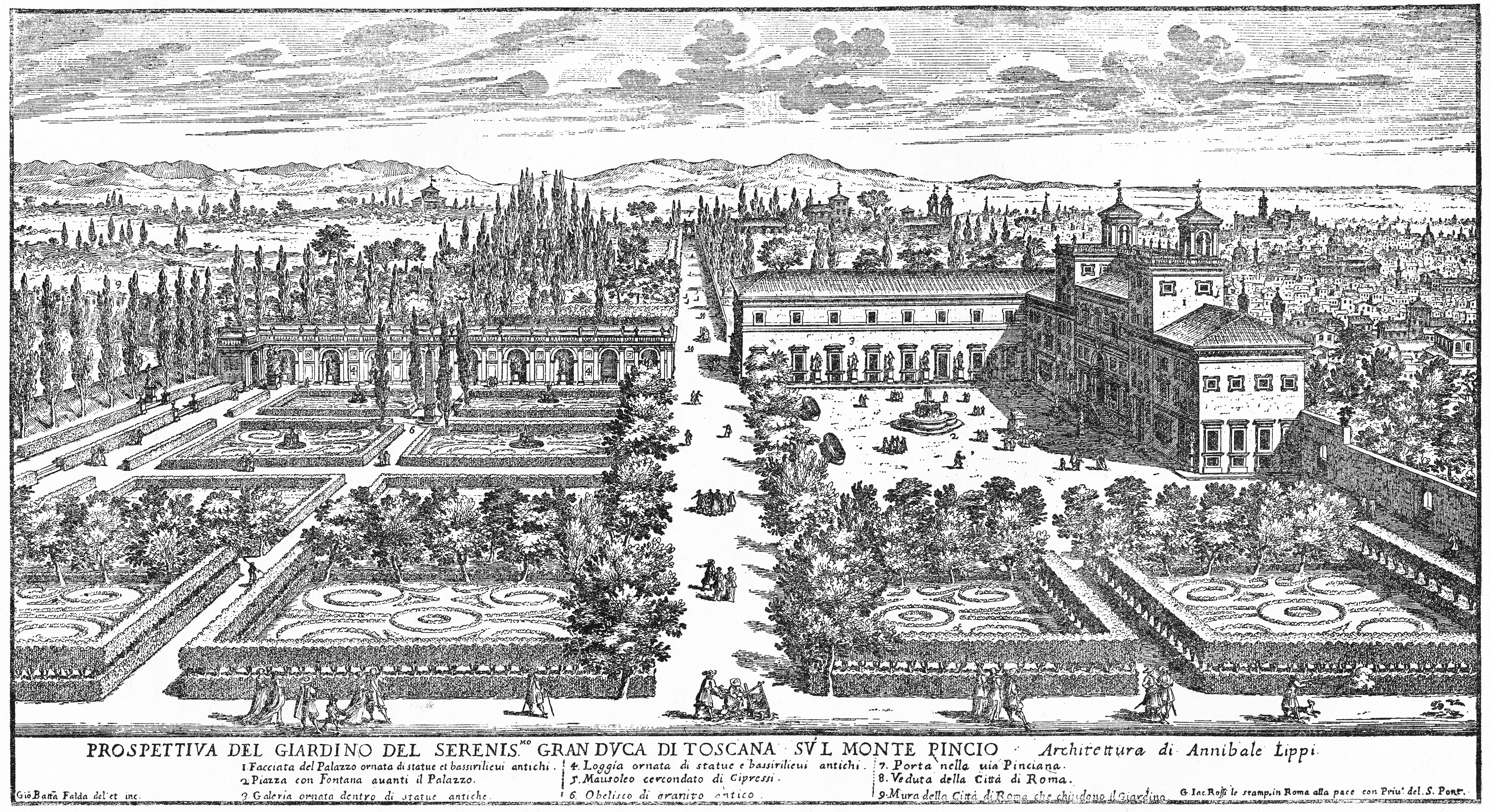
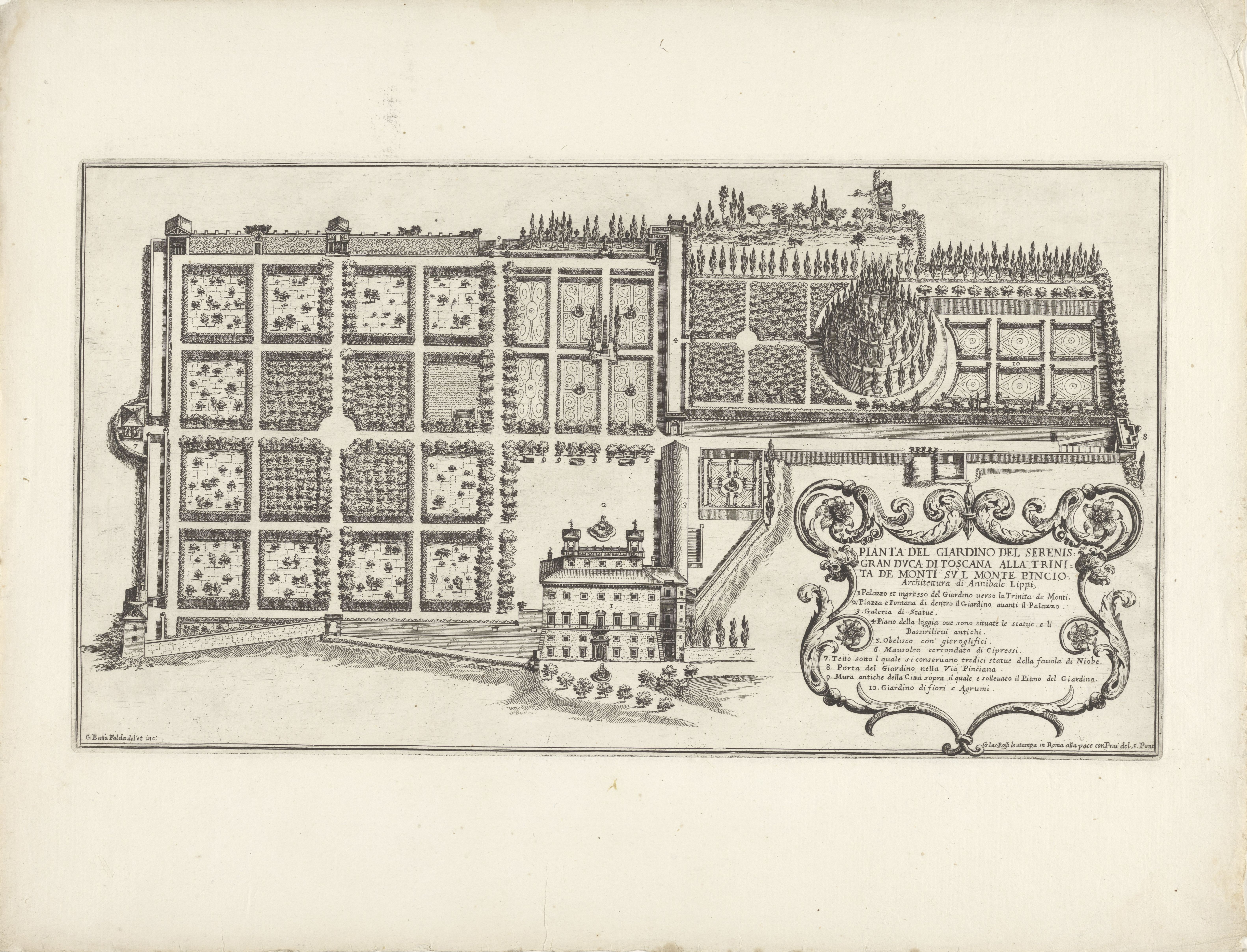

Il enrichit le parc de sept hectares d'un jardin à l'italienne planté de pins, de cyprès et de chênes verts, et décoré de sculptures, qui rappellent le palais Spada de Rome. Ces dernières ont été de nos jours remplacées par des moulages, les originaux ayant rejoint les musées. Parmi celles-ci, on note les Niobides et le Mercure. À l'extrême nord se situe le studiolo orné de fresques murales à thématique animalière. Devant l'entrée, une terrasse offre une vue panoramique sur Rome. En 1587, le cardinal Ferdinand de Médicis y fait placer une fontaine, qu'on retrouvera comme sujet d'un tableau de Camille Corot.
Une légende raconte que la boule située au centre de la vasque est un boulet de canon tiré du château Saint-Ange sur la villa par Christine de Suède, reine réputée pour son goût des plaisanteries. Elle aurait ainsi voulu réveiller le maître de maison pour l'inviter à une partie de chasse…

Parc et jardins à l'italienne
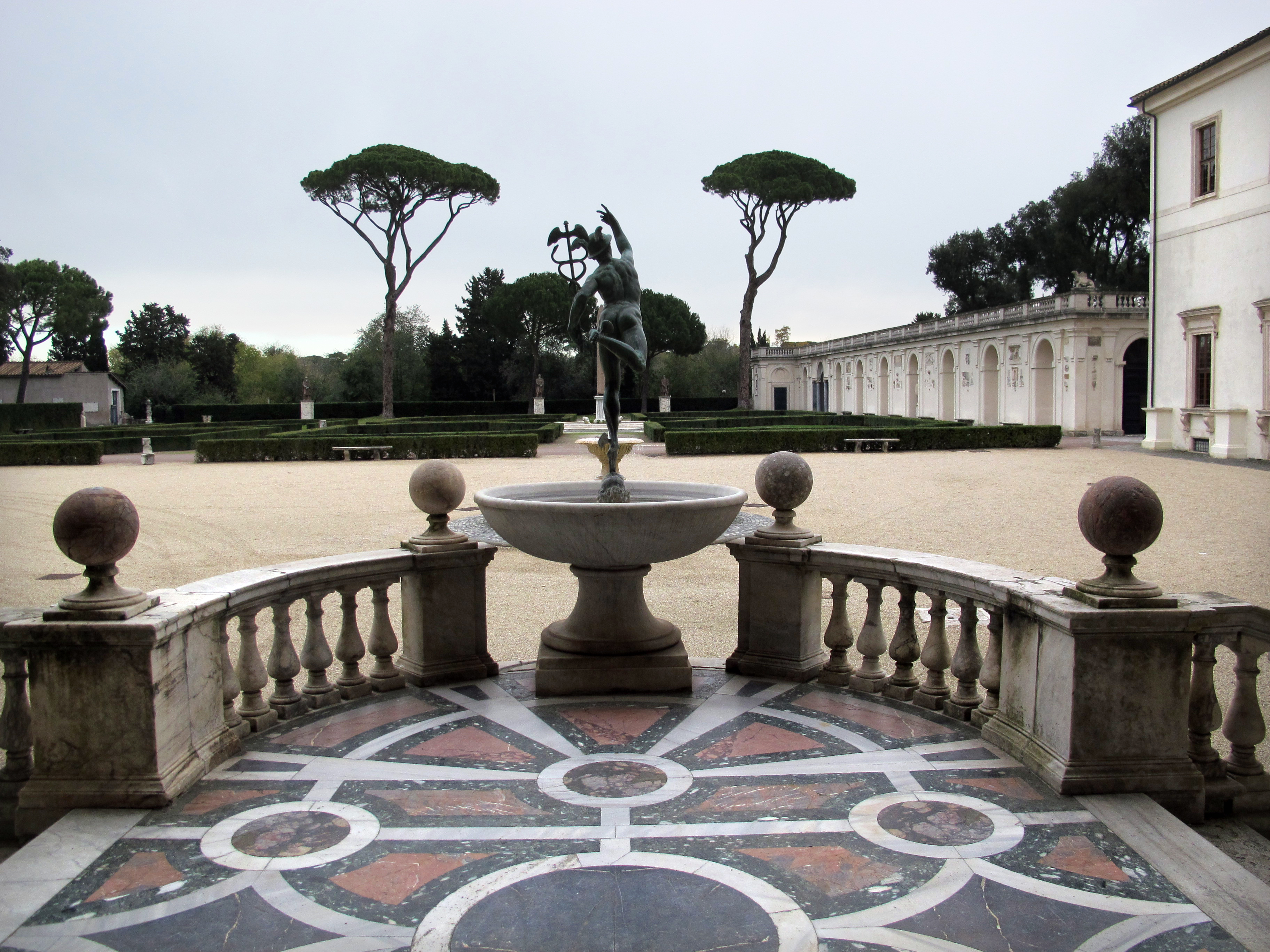
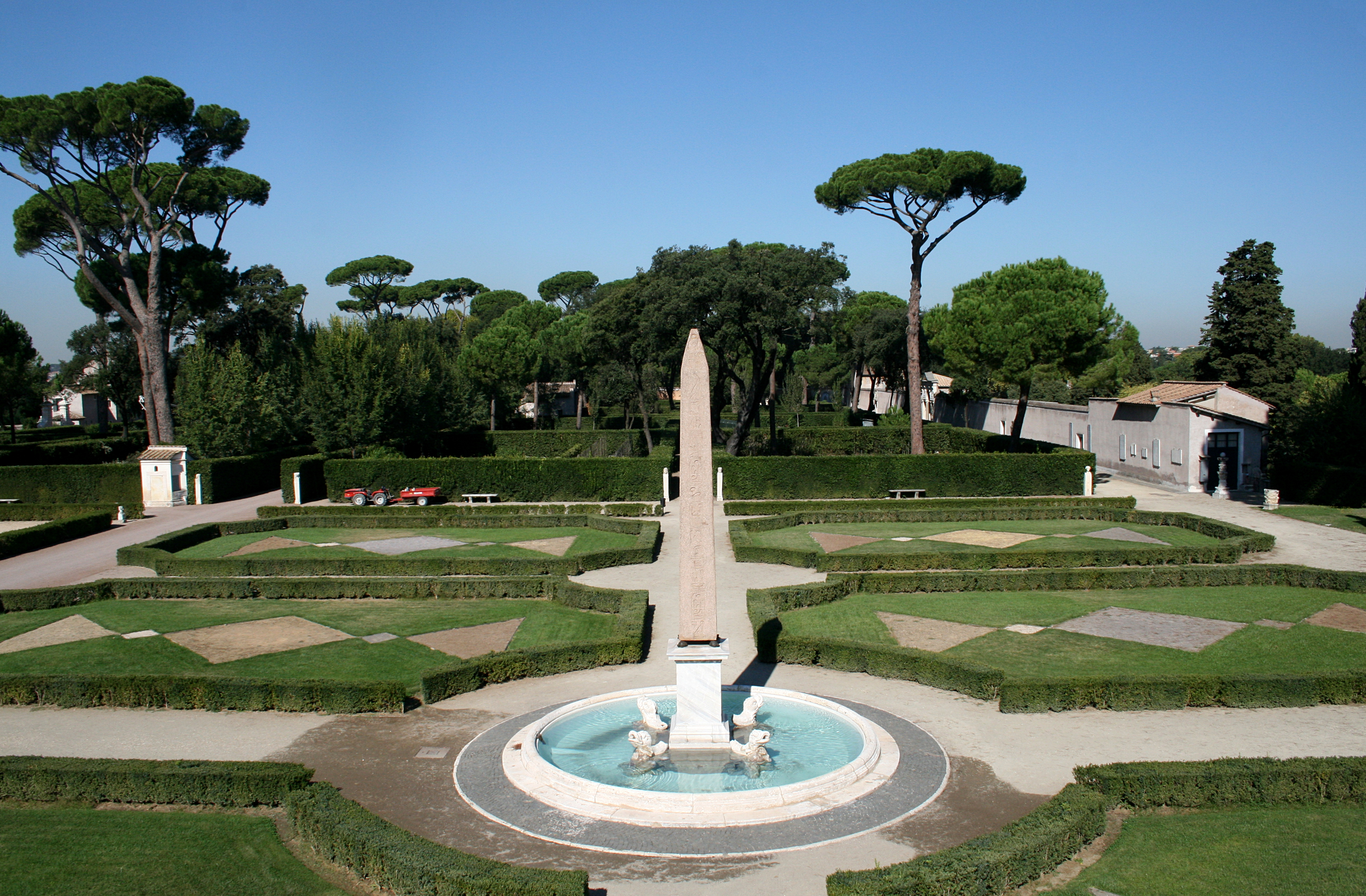
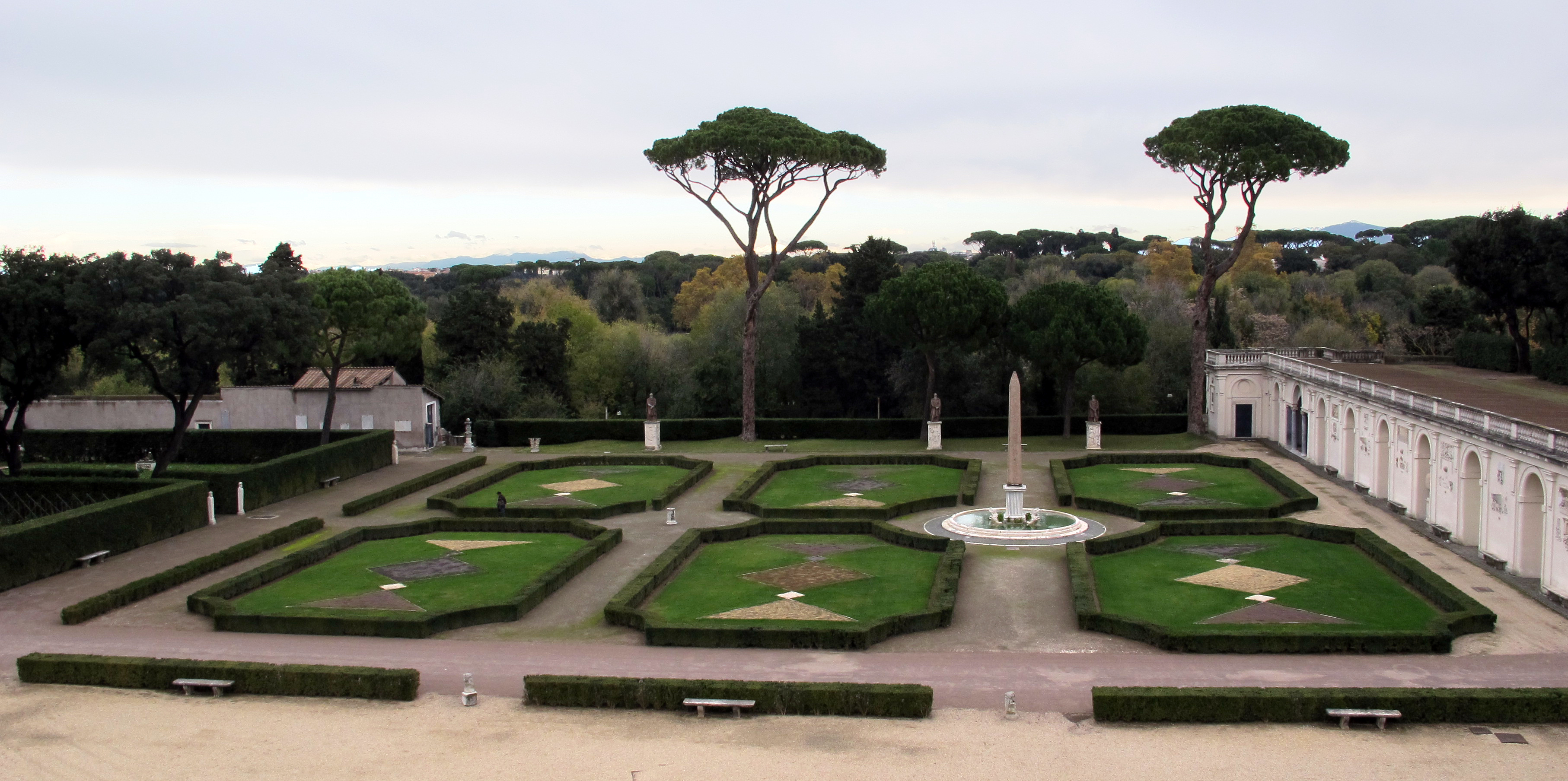
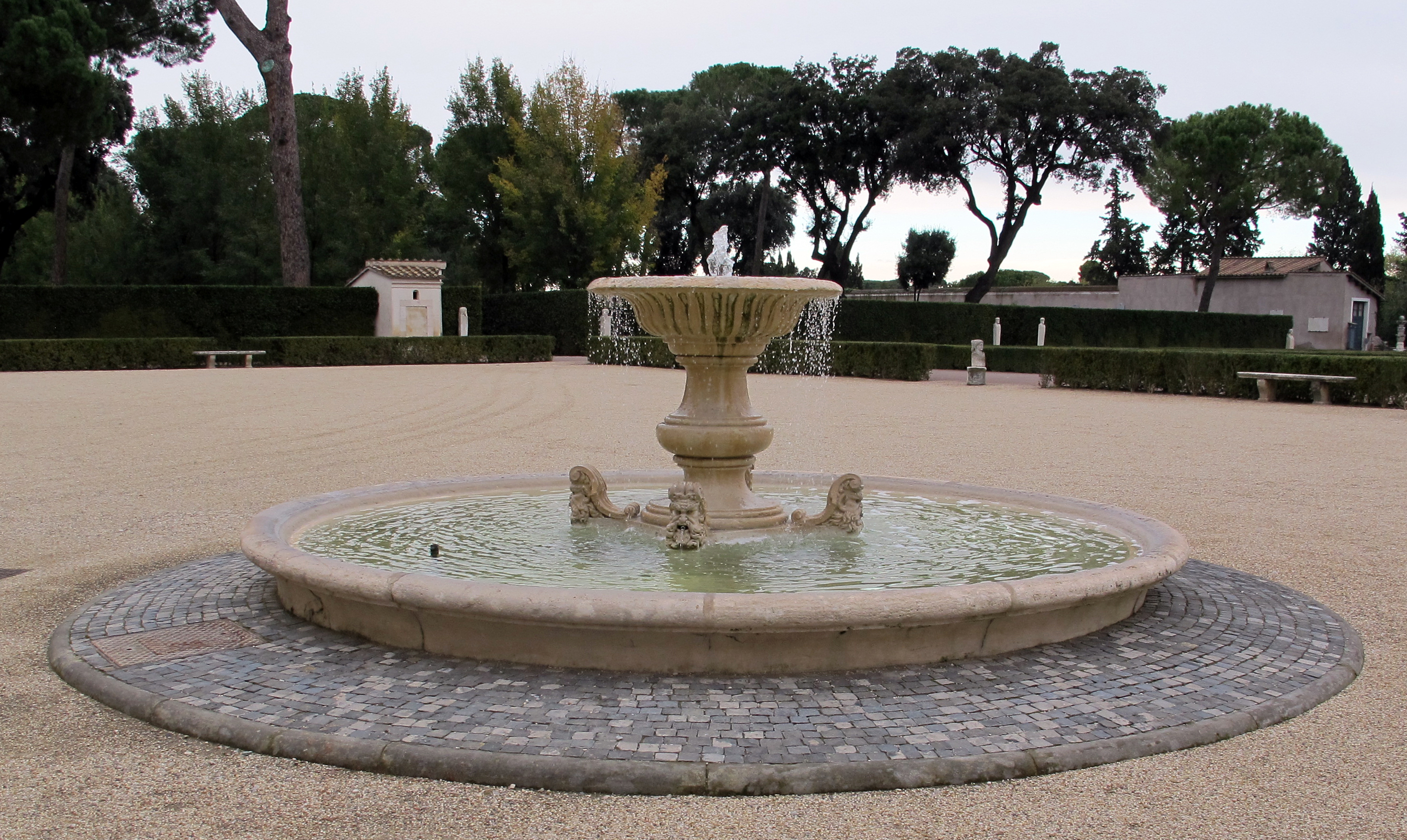
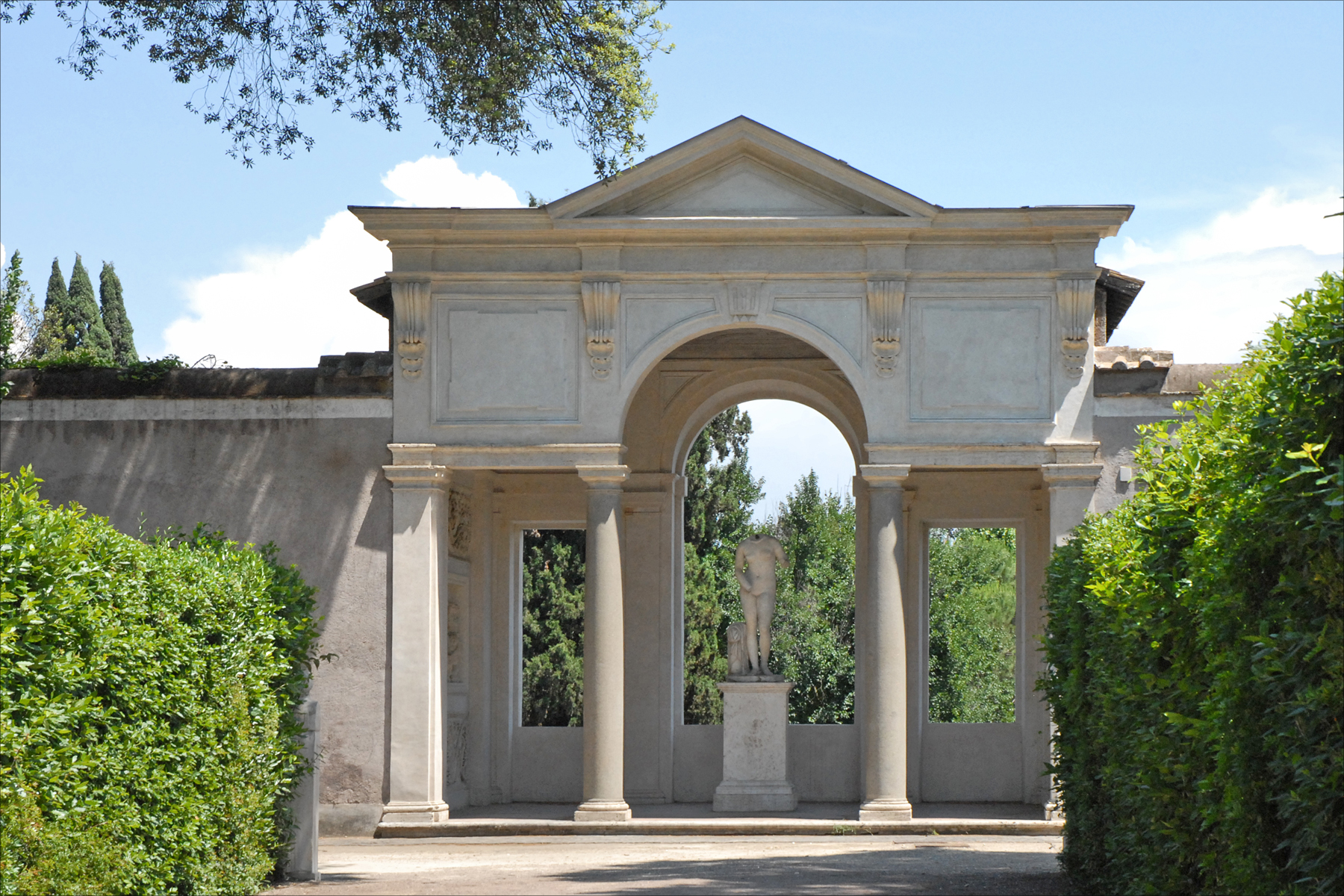
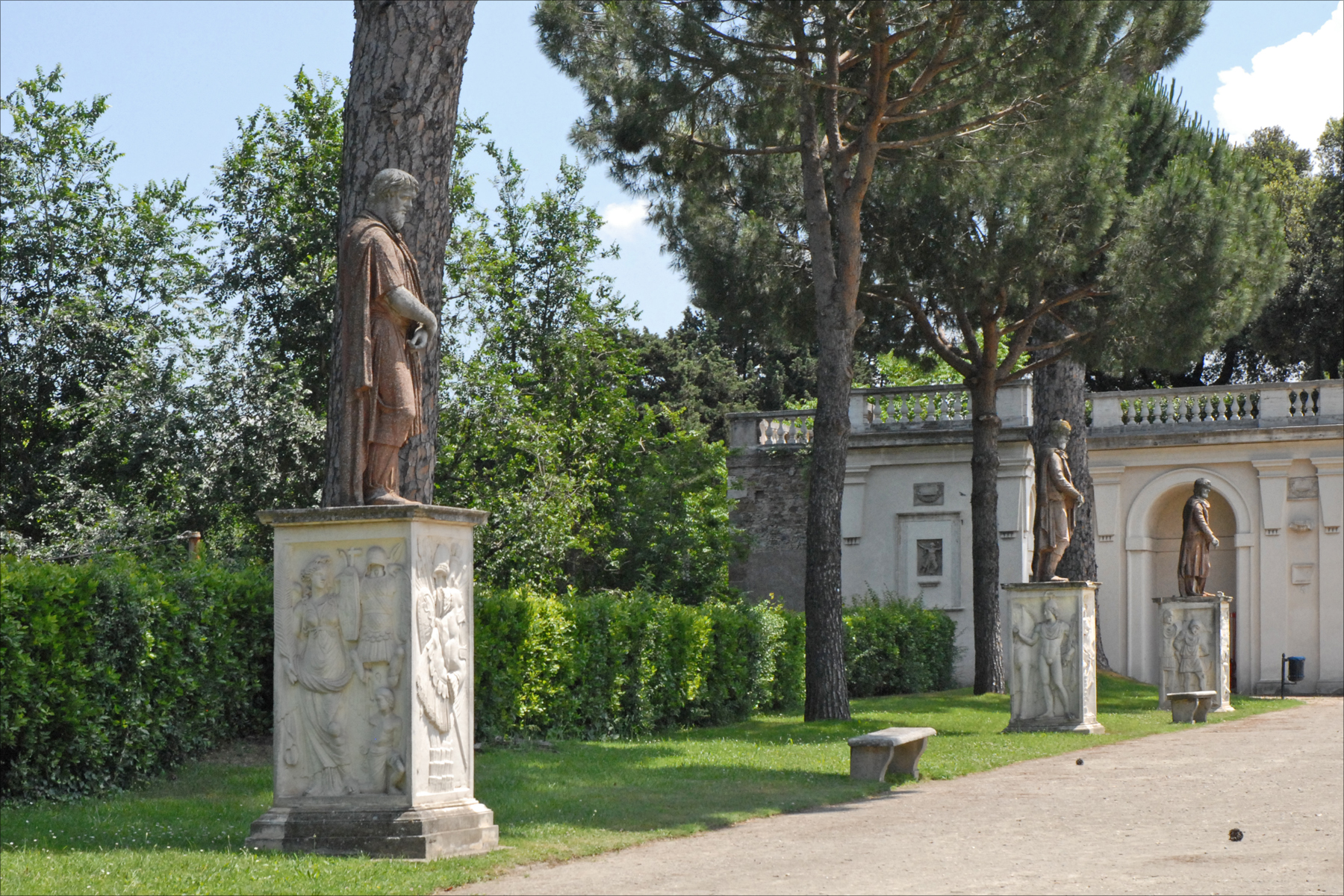
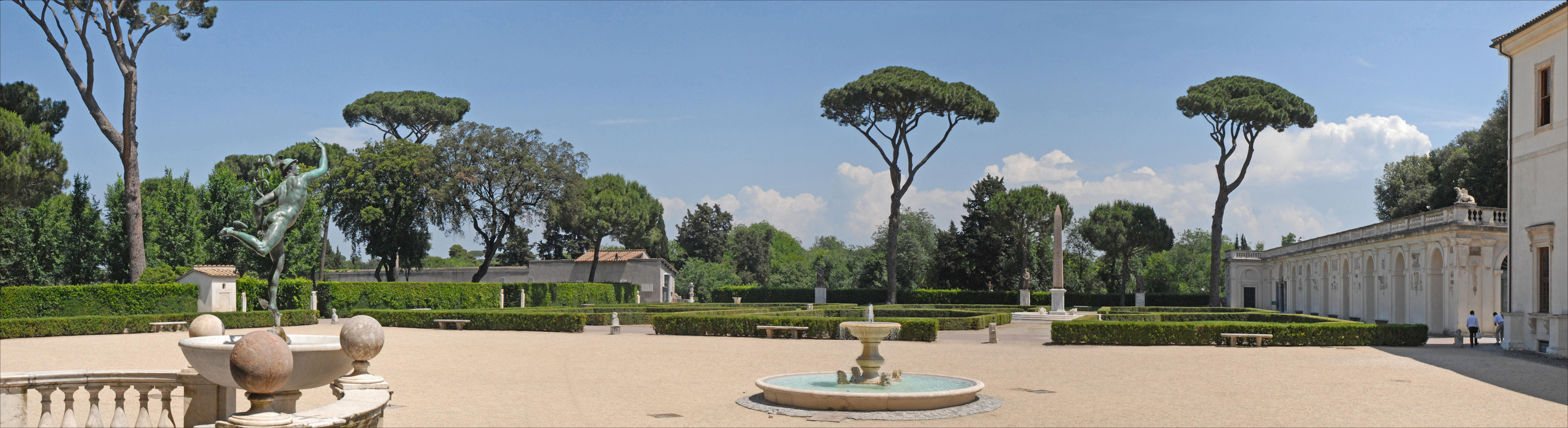
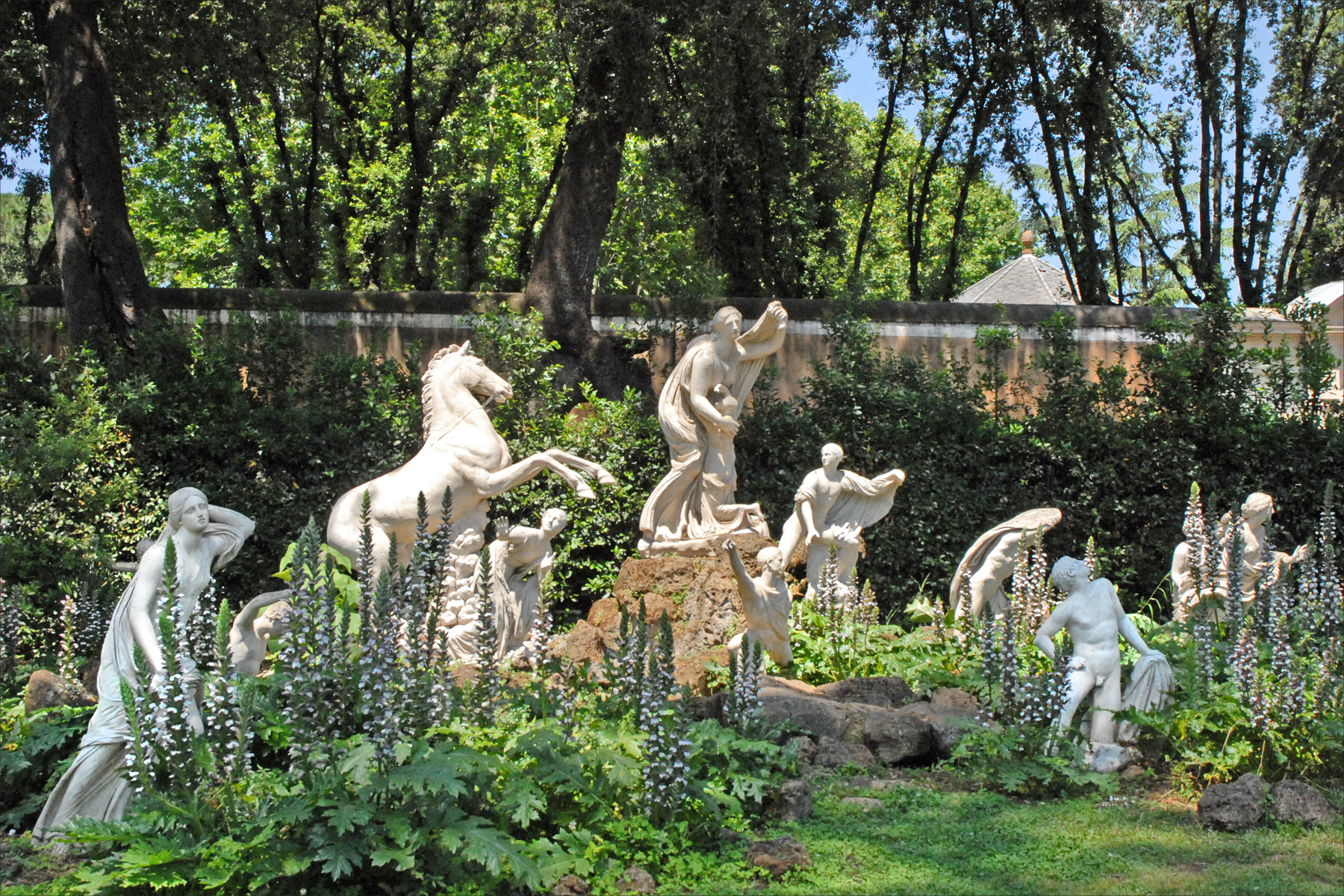
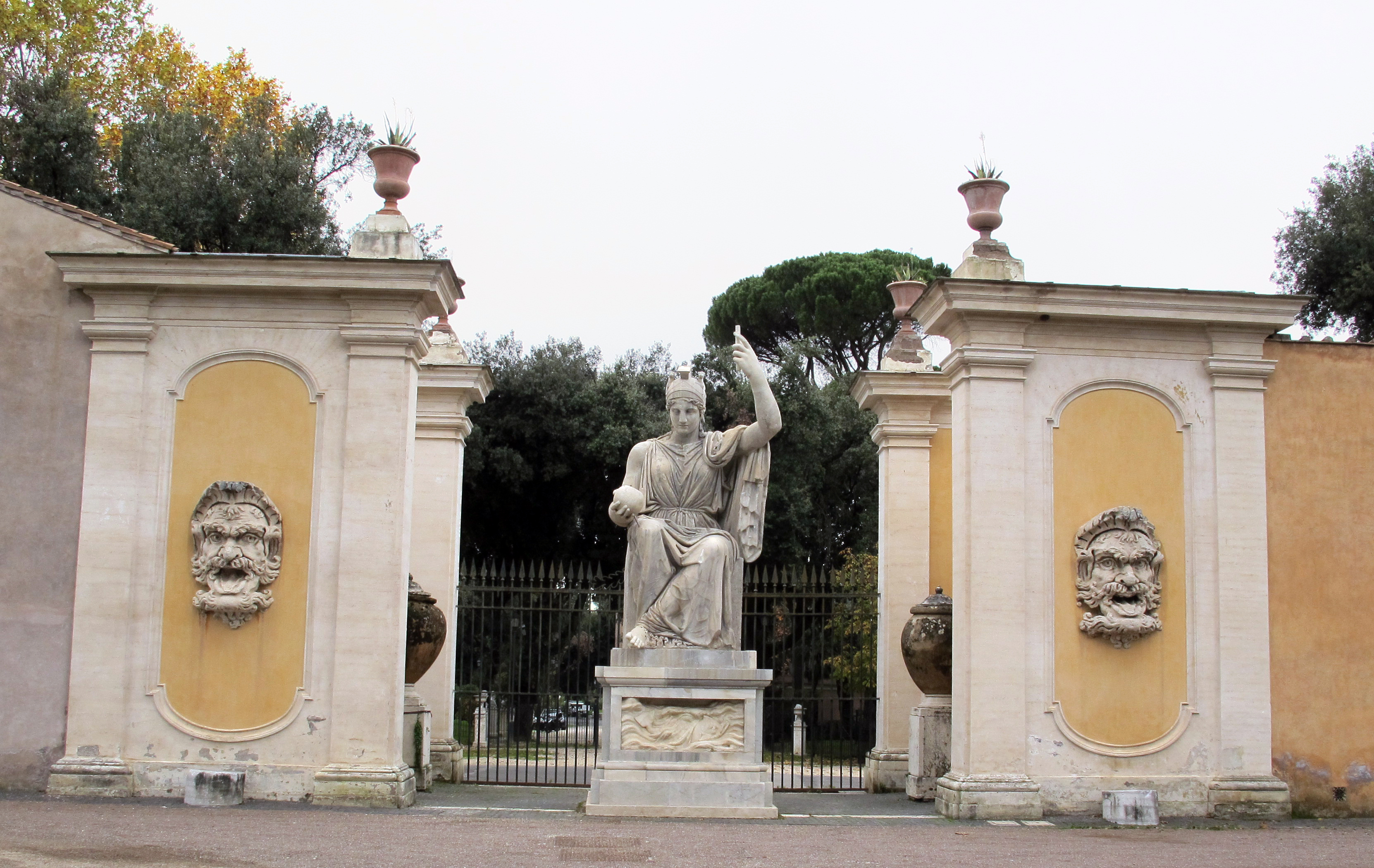

En 1633, lors de la tenue à Rome de son procès devant l'Inquisition catholique romaine (fondée sous le nom de Sacrée congrégation de l'inquisition romaine et universelle par le pape Paul III en 1542), Galilée habite pendant six mois en résidence surveillée à la villa Médicis, ambassade des Médicis à Rome.
En 1737, à l'extinction de la lignée florentine, la villa revient à leur lointain cousin François III de Lorraine, de la maison de Habsbourg-Lorraine, nouveau grand-duc de Toscane et futur empereur du Saint-Empire romain germanique. Son fils, le grand-duc et empereur Léopold Ier, décide en 1789 du transfert d'une grande partie de la collection de la villa vers la galerie des Offices ou le musée archéologique de Florence pour les antiquités.

Vue panoramique sur Rome depuis la villa Médicis
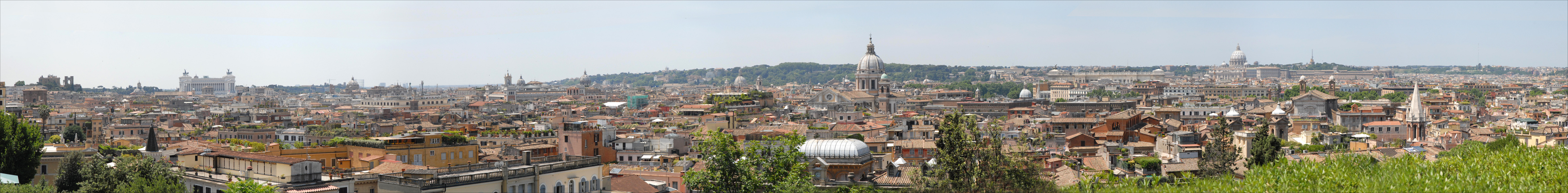

Les anciens bâtiments de l'Académie de France à Rome ayant été incendiés en 1793, Napoléon Bonaparte décide en 1803, après la création du royaume d'Étrurie, d'installer celle-ci à la villa Médicis. À cette époque, la villa et ses jardins sont délabrés et entièrement restaurés pour accueillir les lauréats du prix de Rome dont le séjour s'y déroule encore aujourd'hui pour des durées allant de quelques semaines à un an, moyennant rémunération, pour les pensionnaires de la Villa demeurant une année,.

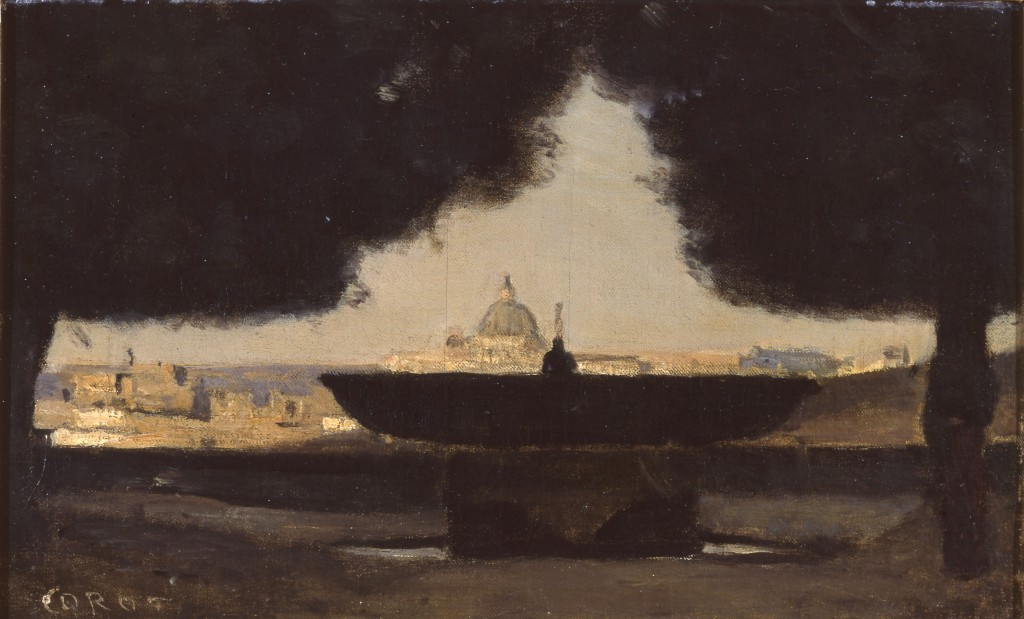
La Vasque de la villa Médicis,
Camille Corot, 1825-1828,
musée des Beaux-Arts de Reims.

Le peintre Corot représente la vue sur Rome en arrière-plan d'une vasque en 1825-1828. Ce tableau est conservé au musée des Beaux-Arts de Reims.
En 1961, le peintre Balthus est nommé directeur de l'académie par André Malraux, poste qu'il occupera pendant seize ans.
Directeur en 2008-2009, Frédéric Mitterrand crée une gypsothèque (lieu accueillant les moulages de plâtre de sculptures) dans un des anciens ateliers de pensionnaire.
En 2016, une grande exposition anniversaire de l'académie y est organisée, « 350 ans de création. Les artistes de l’Académie de France à Rome de Louis XIV à nos jours », dont le commissariat est assuré par Jérôme Delaplanche.

## Directeurs et pensionnaires de la villa Médicis
- Liste des directeurs de la villa Médicis
- Liste des pensionnaires de la villa Médicis

## Œuvres ayant pour cadre la villa Médicis

### Livres
- 1989 : L'Incognito, roman d'Hervé Guibert, dans lequel l'auteur raconte son séjour à l'Académie entre 1987 et 1989.
- 2016 : La Légèreté, bande dessinée de Catherine Meurisse[14].
- 2018 : Arcanes Médicis, roman de Samuel Delage, dans lequel la villa Médicis est le théâtre d'un huis clos dans le cadre d'une enquête policière
- 2021 : Hervelino, récit de Mathieu Lindon de son séjour à la villa Médicis avec Hervé Guibert.
- 2021 : Même les anges, roman de Christèle Wurmser, dans lequel l’héroïne raconte la lourdeur de l’absence d’un homme lors de son séjour à la villa Médicis

### Films et séries télévisées
- 2002 : Défense d'aimer, film de Rodolphe Marconi[15],[16].
- 2006 : Nocturnes pour le roi de Rome, film de Jean-Charles Fitoussi, entièrement tourné avec une caméra de téléphone portable.
- 2008 : Je ne suis pas morte, film de Jean-Charles Fitoussi.
- 2017 : L'Indomptée, film français de Caroline Deruas.

Films et séries télévisées utilisant la villa Médicis comme décor, sans que celui-ci soit identifié comme étant la villa :
- 2011 : Habemus papam, film de Nanni Moretti, avec Michel Piccoli.
- 2013 : La grande bellezza, film de Paolo Sorrentino.
- 2016 : The Young Pope, série télévisée de Paolo Sorrentino.

## Nuit Blanche
Depuis 2016, la villa Médicis organise chaque année une Nuit Blanche (italien : Notte Bianca), inspirée de l’évènement parisien initié en 2002.
- Nuit Blanche 2016, sous le curatoriat de Pier Paolo Pancotto[18].
- Nuit Blanche 2017, sous le curatoriat de Pier Paolo Pancotto[19].
- Nuit Blanche 2018 – VILLA PAZZA, sous le curatoriat de Théo-Mario Coppola[20].
- Nuit Blanche 2019 – Les Amants irréguliers, sous le curatoriat de Saverio Verini[21].

#### Presse
- « Villa aperta » sur latribunedelart.com

### Vidéo
- [vidéo] « La Villa Médicis », sur YouTube Visites privées de France 2 par Stéphane Bern